# Batizovská dolina (národní přírodní rezervace)
Batizovská dolina je národní přírodní rezervace v Tatranském národním parku na Slovensku. Jedná se o údolí Batizovského potoka severně od Cesty svobody jež zahrnuje stejnojmennou dolinu.

## Poloha
Nachází se jižně od hlavního hřebene Vysokých Tater mezi horskými hřbety Gerlachovského štítu a Končisté. Na jihu dosahuje až k silnici 2. třídy II/537 mezi Vyšnými Hágy a Novou Poliankou. Nachází se v katastrálním území Starý Smokovec města Vysoké Tatry v okrese Poprad v Prešovském kraji.

## Vyhlášení
Území bylo vyhlášeno v roce 1991 Slovenskou komisí pro životní prostředí na rozloze 523,19 ha. Zároveň byl zaveden 5. stupeň ochrany. Ochranné pásmo nebylo stanoveno.